# КБ-405
КБ-405 — модельный ряд самоходных башенных кранов 4-й размерной группы (по грузовому моменту) на рельсовом полотне, с поворотной башней и подъёмной (наклонной) стрелой.
Краны предназначены для производства строительно-монтажных работ жилых и административных зданий и сооружений высотой до 16 этажей и с массой монтируемых элементов от 9 до 10 т (в зависимости от исполнения).
Для обслуживания здания с нескольких сторон кран может передвигаться по рельсам с криволинейными участками при радиусе кривизны внутреннего рельса 7 м. Особенность конструкции крана — вылет стрелы может меняться краном её подъёмом с подвешенным грузом на крюке.

## Описание
Краны серии КБ-405 разработаны в середине XX века для производства строительно-монтажных работ. Краны как базового исполнения (КБ-405), так и все последовавшие модификации выпускались на РКЗ. Так, с 1975 года Ржевский краностроительный завод освоил выпуск модификаций КБ-405.1 и КБ-405.2. Позднее на базе последних были разработаны и стали выпускаться кран КБ-405.1А (в исполнениях «-1А», «-1А-01», «-1А-02») и кран КБ-405.2А (с модификацией «-2А РК-01»).
А с 1984 года на основе этих модификаций на другом заводе, УМЗ, начался серийный выпуск модели крана КБ-407ХЛ. Новый кран был выполнен по схеме 405-й серии, однако имел свои отличия. Например, был оснащён уже балочной стрелой и выполнен в «северном» климатическом исполнении.

## Технические характеристики
Характеристики крана приведены в карточке.

## Конструкция
Конструкция башенного крана включает: ходовые тележки (две ведущие, две ведомые), четыре флюгера, поворотная платформа, балластные плиты, кольцевая (ходовая) рама, портал, телескопические подкосы башни, распорка, монтажная стойка, четыре диагональные балки, секции (до шести инвентарных и одна верхняя), кабина машиниста, оголовок, рабочая стрела, крюковая подвеска, электрическое оборудование и основные рабочие механизмы крана: для подъёма груза, изменения вылета стрелы, вращения поворотной части, перемещения, а также механизм для выдвижения кабины машиниста.

### Ходовая и поворотная часть
Ходовая часть крана
Ходовая часть крана называется ходовой рамой и представляет собой листовую конструкцию — кольцевую неповоротную раму с четырьмя проушинами, расположенными по диагоналям. Проушины предназначены для крепления съёмных поворотных балок (флюгеров), имеющих коробчатое сечение, трапециевидную форму и изготовленных при помощи сварки. При монтаже крана крепление флюгеров, с одной стороны, осуществляется к проушинам кольцевой (неповоротной) рамы — при помощи осей. С другой стороны, во втулки поворотных флюгеров устанавливаются шкворни ходовых тележек, которые могут перемещаться в вертикальном направлении (во втулках), будучи незастопорёнными. Стопорение производится посредством стопорного пальца, для которого на флюгере имеется отверстие. В качестве ходовых тележек на кране используются универсальные балансирные двухколёсные тележки — две ведомых и две ведущих. Приводной электродвигатель ведущей тележки расположен сбоку от рамы тележки.
При работе крана флюгеры расставлены под углом 45 ° (в форме буквы «Х») и закреплены жёсткими тягами трубчатой конструкции. При перевозке крана флюгеры либо сводят и скрепляют, либо вовсе снимают и они перевозятся отдельно.
На кольцевой раме сбоку устанавливается рубильник, а в верхней части кольцевой рамы расположено опорное кольцо, на которое устанавливают опорно-поворотный механизм крана. Последний связывает ходовую часть крана и поворотную. Конструкция опорно-поворотного устройства включает: два кольца (верхнее и нижнее), два ряда закалённых шариков и зубчатый венец (с внутренним зацеплением), внутри которого обкатывается бегунковая шестерня механизма поворота.
Поворотная часть крана, называемая поворотной платформой, выполнена в виде конструкции коробчатого сечения — кольцевой рамы, к которой на сварке прикреплены балки. По бокам кольцевой рамы прикреплены две балки, а сзади — одна балка. На балках, которые расположены по бокам, закреплены сваркой две шпренгельные фермы. Фермы выполнены из труб, между собой связаны поперечными связями и предназначены для крепления портала башни. Во время работы башенного крана шпренгельные фермы воспринимают нагрузки от башни.
В передней части поворотной платформы располагаются шкафы с электрооборудованием (двух и трёхпанельные), а также имеются два кронштейна для закрепления портала. В задней (хвостовой) части платформы при монтаже крана устанавливаются балластные железобетонные плиты (до десяти штук). После установки, плиты закрепляются на платформе тягами с помощью накладок и гаек. Кроме того, на платформе установлены: механизм поворота и лебёдки — стреловая и грузовая.

### Башня
Башня крана — четырёхгранная решётчатая конструкция, выполненная в виде фермы. Состоит из следующих частей: портала, промежуточных секций (от трёх до шести), верхней секции, оголовка и распорки.
Конструкция выполнена из труб, которые соединены раскосами, а также связями — диагональными и поперечными. Башня крана относится к типу «наращиваемых снизу»: отдельные (инвентарные) секции устанавливаются снизу, последовательно друг за другом.

#### Портал и люлька
Конструкция портала
Портал башни — двухъярусная рамная пространственная металлоконструкция, изготовленная при помощи сварки из балок коробчатой конструкции и труб. Конструкция имеет технологический проём с разворачиваемыми диагональными балками. Проём предназначен для прохода инвентарных секций при монтаже крана. Верхний и нижний пояса портала оснащены отводными замками с крючками и монтажными цепями, а также монтажными (направляющими) роликами. При выдвижении башни монтажные ролики служат для удержания её в вертикальном положении, а четыре отводных замка — для посадки на них башни. На нижней раме портала, представляющей собой коробчатую балку, установлены съёмные диагональные балки.
При монтаже крана портал прикрепляется к двум кронштейнам поворотной платформы, а затем при помощи двух подкосов телескопической конструкции устанавливается в вертикальное положение.
Механизм выдвижения
При сборке крана в проём портала устанавливается люлька с роликами, предназначенная для монтажа и демонтажа секций башни. Люлька представляет собой сварную раму, которая оснащена специальными фигурными фланцами, предназначенными для крепления секций. Фланцы располагаются по углам рамы. По обеим сторонам люльки, слева и справа, имеются блоки, которые образуют полиспаст выдвижения башни — вместе с блоками, расположенными на верхних боковых балках портала. При выдвижении башни люлька движется по направляющим, которые приварены к задней стороне конструкции портала.

#### Секции башни
Башня крана
Секция башни — решётчатая сварная конструкция, изготовленная из цельнотянутых труб. На поясах конструкции имеются упоры, которые взаимодействуют при подращивании башни с отводными замками портала. Секции стыкуются на фигурных фланцах, а затем скрепляются при помощи болтов. Конструкция фланцев позволяет при выдвижении башни пройти направляющим роликам портала. Секции оснащены ограждениями и лестницами.
Габариты всех секций башни, промежуточных (рядовых) и верхней, равны. Однако конструкция верхней секции отличается от рядовых наличием проёмов для передвижения кабины машиниста, а также конструкцией задней и передней сторон секции. Внутри верхней секции установлена съёмная кабина управления, которая подвешивается на 4-х талрепах и закрепляется на болтах на механизме выдвижения.
Механизм выдвижения — перемещающаяся по роликам рама с ручным приводом, установленная на балках и кронштейнах в нижней части проёма верхней секции. Выдвижение рамы с кабиной осуществляется с помощью каната и барабана (с воротком), установленного в проёме на кронштейне.

#### Оголовок и распорка башни
Оголовок — решётчатая металлоконструкция, изготовленная из трубчатых элементов в виде фермы. Конструкция изготовлена при помощи сварки. В верхней части оголовка установлены блоки и анемометр (чашечный). Для их обслуживания вдоль задней грани оголовка имеются съёмные площадки и лестница.
Спереди в нижней части оголовка расположены проушины для закрепления стрелы, а на задней грани — устанавливается распорка с прикреплённой к ней оттяжкой и подвеска, через которую пропускается канат оттяжки. Распорка имеет два положения: рабочее и монтажное. В монтажном положении распорка уложена на оголовок. При монтаже крана оголовок скрепляется при помощи болтов с верхней секцией башни.

### Кабина управления
Кабина управления — встроенная внутрь верхней секции башни конструкция, относится к типу выносных и унифицированных кабин для высоких кранов (выше 20 м).
В кабине, помимо кресла для машиниста, установлены командоконтроллеры для управления механизмами крана и приборы безопасности. Кабина также снабжена отоплением, сигнализацией, освещением и кондиционером — марки «К1А2-0,5Э», либо «КТА-2-0,5Э-01А».

### Рабочая стрела
Рабочая стрела — ферма решётчатой конструкции, имеющая треугольное сечение. Представляет собой подъёмную (маневровую) секционную стрелу, собираемую из четырёх состыковываемых секций: головной, корневой и двух промежуточных (длиной 5 м и 8 м). Секции выполнены из телескопических элементов. Соединение секций — фланцевое.
В головной секции установлены две серьги расчала стрелы, блоки для канатов, а внутри конструкции секции имеются специальные проушины для оси крепления прожектора. Проушины расположены на раскосах и закреплены на сварке.
В корневой же секции имеются проушины, при помощи которых она крепится к кронштейнам оголовка башни. Также в основании стрелы установлена съёмная распорка с подкосом и канатной тягой. Распорка предназначена для защиты стрелы от запрокидывания при обрыве груза, а также предохраняет кабину машиниста при монтаже крана. На её конце смонтированы специальный ограничитель подъёма, а также крепления расчала стрелы.

## Эксплуатация: монтаж-демонтаж, перевозка
Сборка крана производится при помощи одного или двух автокранов, а также собственных механизмов. Этапы монтажа-демонтажа аналогичны крану КБМ-401. Управление краном и его механизмами на этапе монтажа осуществляется при помощи выносного пульта управления.
Перевозка крана с объекта на объект осуществляется одним автопоездом — на подкатных тележках. В качестве тягача используется автомобиль КрАЗ-250.

## Происшествия с КБ-405
Башенные краны КБ-405 находятся под контролем за эксплуатацией органов Госгортехнадзора. Список аварий и причины приведены ниже.
- 24 апреля 2006 года в 13:20 в Самаре рухнул башенный кран КБ-405. В результате падения были повреждены два ветхих дома и два легковых автомобиля. Крановщица, зажатая в кабине, скончалась до приезда скорой. Происшествие случилось, когда кран начал внезапно во время перещения заваливаться. А затем упал на деревянные дома, стоящие внизу и машины неподалёку[8].
- В сентябре 2008 года в центре Харькова на стройплощадке дома упал КБ-405. Башенный кран поднимал кирпичи, а при перемещении сбил упоры и рухнул. В результате падения крановщик получил многочисленные травмы. По мнению главного гос. инспектора территориального управления Госгорпромнадзора по Харьковской области, скорее всего причина в этом случае — ошибка крановщика. Истинные же причины ЧП должна выяснить комиссия Госгорпромнадзора[9].
- 20 марта 2009 года на одной из стройплощадок Кемеровской области упал КБ-405.1А, съехав с путей. Кран перемещал наружную стеновую панель. В результате падения крановщица получила травмы[10].
- 22 июля 2010 года в Рязани у крана КБ-405.1А упала стрела и был смертельно травмирован рабочий. Падение стрелы произошло при попытке снятия щитов опалубки со стены возводимого дома. Опалубка, которую рабочие намеревались снять со стены при помощи крана, не была отсоединена от стены строящегося здания[11].
- 9 августа 2010 года в Московской области на площадке строящегося "Солнцево Парк" рухнул КБ-405. Падение произошло при перемещении плиты. В результате падения крановщик получил смертельные травмы. Причины происшествия[11]:

1. Перегрузки.
2. Неисправности: тупикового упора и ограничителя перемещения.
3. Нарушения: производственных инструкций и требований проекта производства работ кранами.

- 10 августа 2010 года на стройплощадке жилого дома в Нижнем Новгороде у КБ-405.1А произошло самопроизвольное опускание рабочей стрелы с дальнейшей её деформацией. Происшествие случилось при повороте крана. Пострадавших в результате ЧП нет. Причины аварии: Нарушение инструкций должностных и производственных (в частности, содержание крана в неисправном состоянии), а также неисправность тормоза стреловой лебедки[11].
- 18 августа 2010 года на одном из объектов Кемеровской области на кране КБ-405.1А при производстве монтажных операций произошёл несчастный случай со смертельным исходом. Монтажники, выполнявшие работы по перепасовке канатов крана, заметив, что у него начинает быстро подниматься стрела, отпустили канаты. Пострадавший же монтажник продолжал держать канат обеими руками. В результате его отбросило на восемь метров и при падении он получил травмы, не совместимые с жизнью[11].

## Галерея

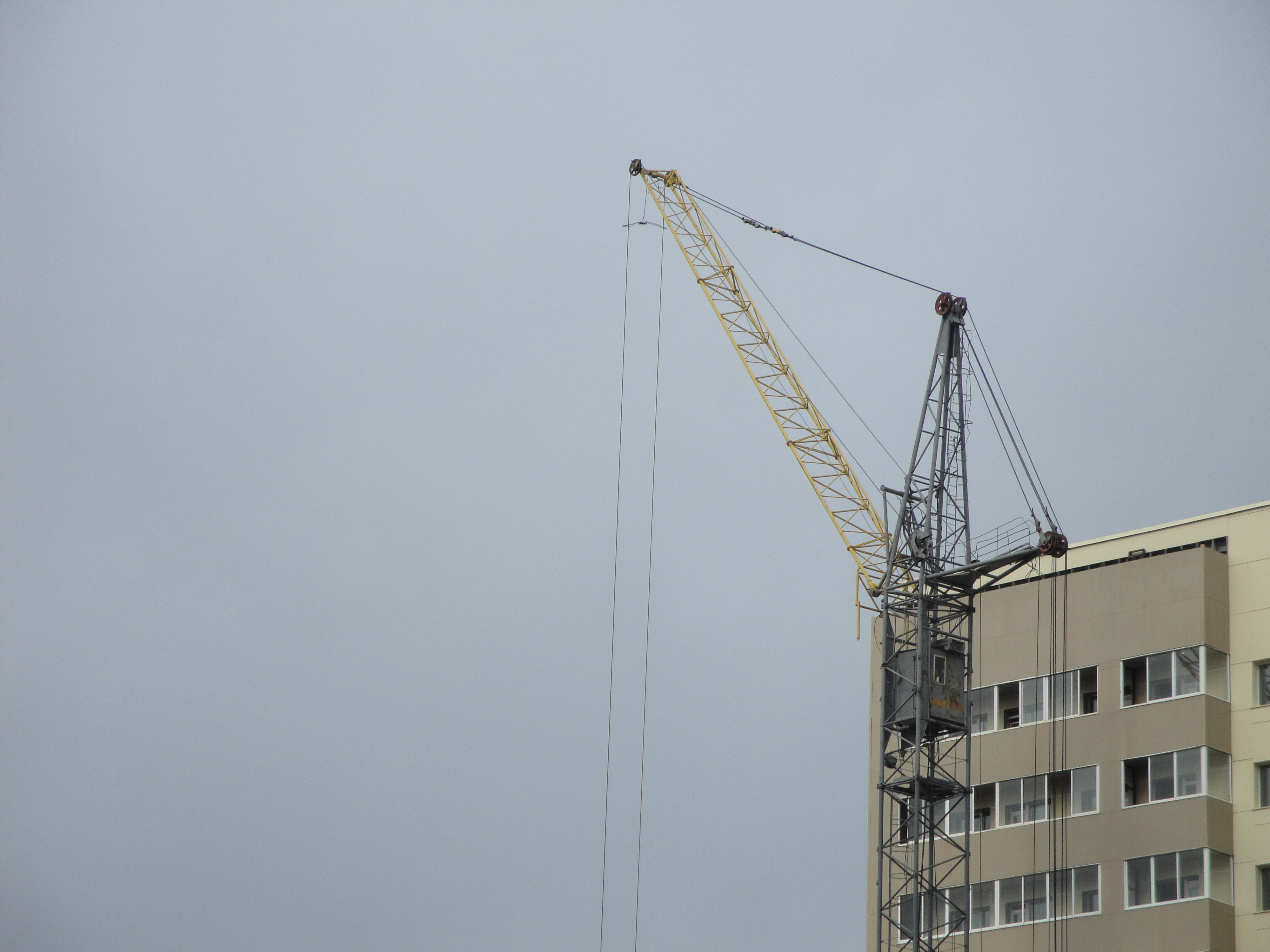
КБ-405.2А вблизи.
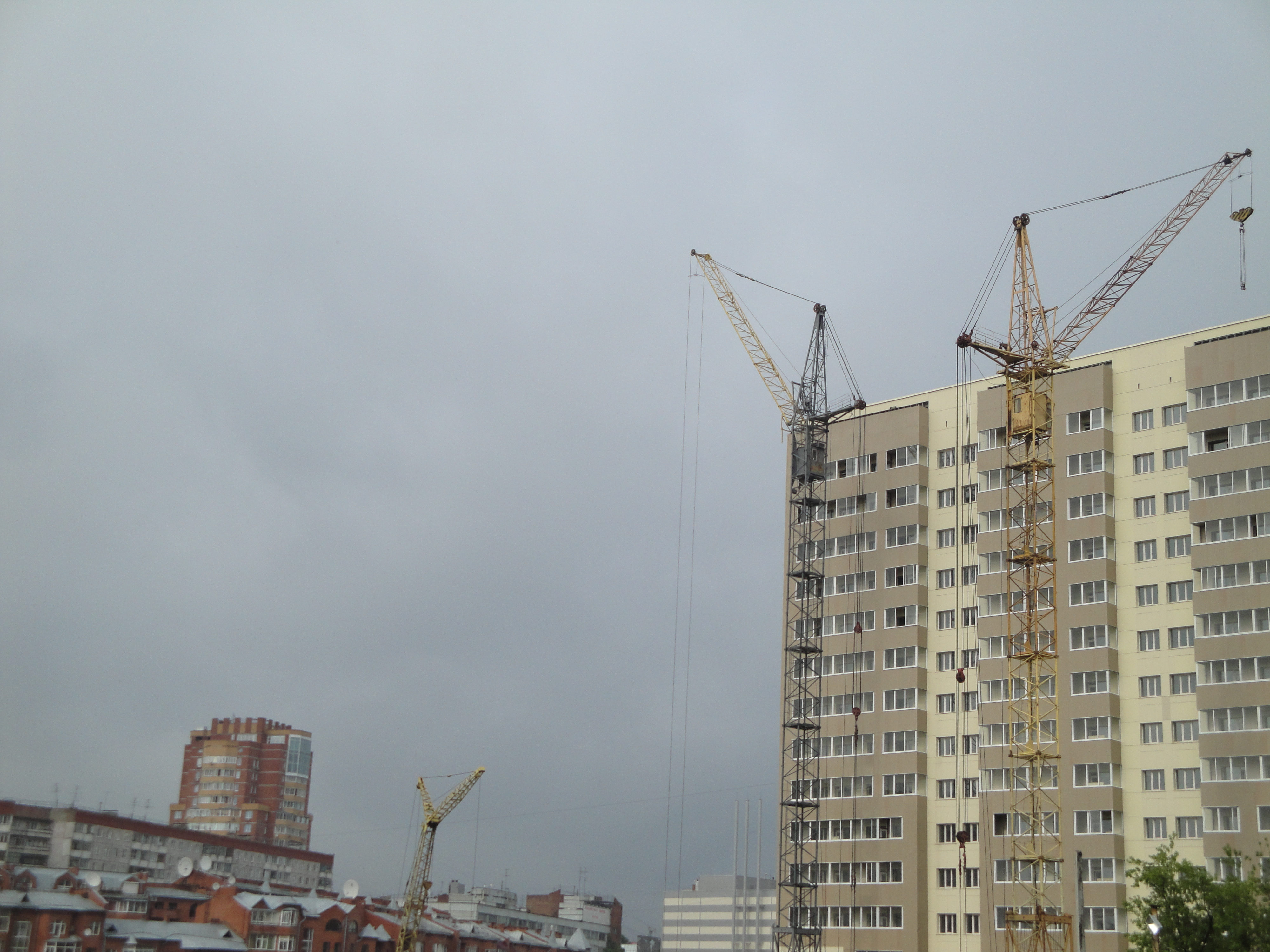
Краны 1й и 2й серии на одной стройплощадке.
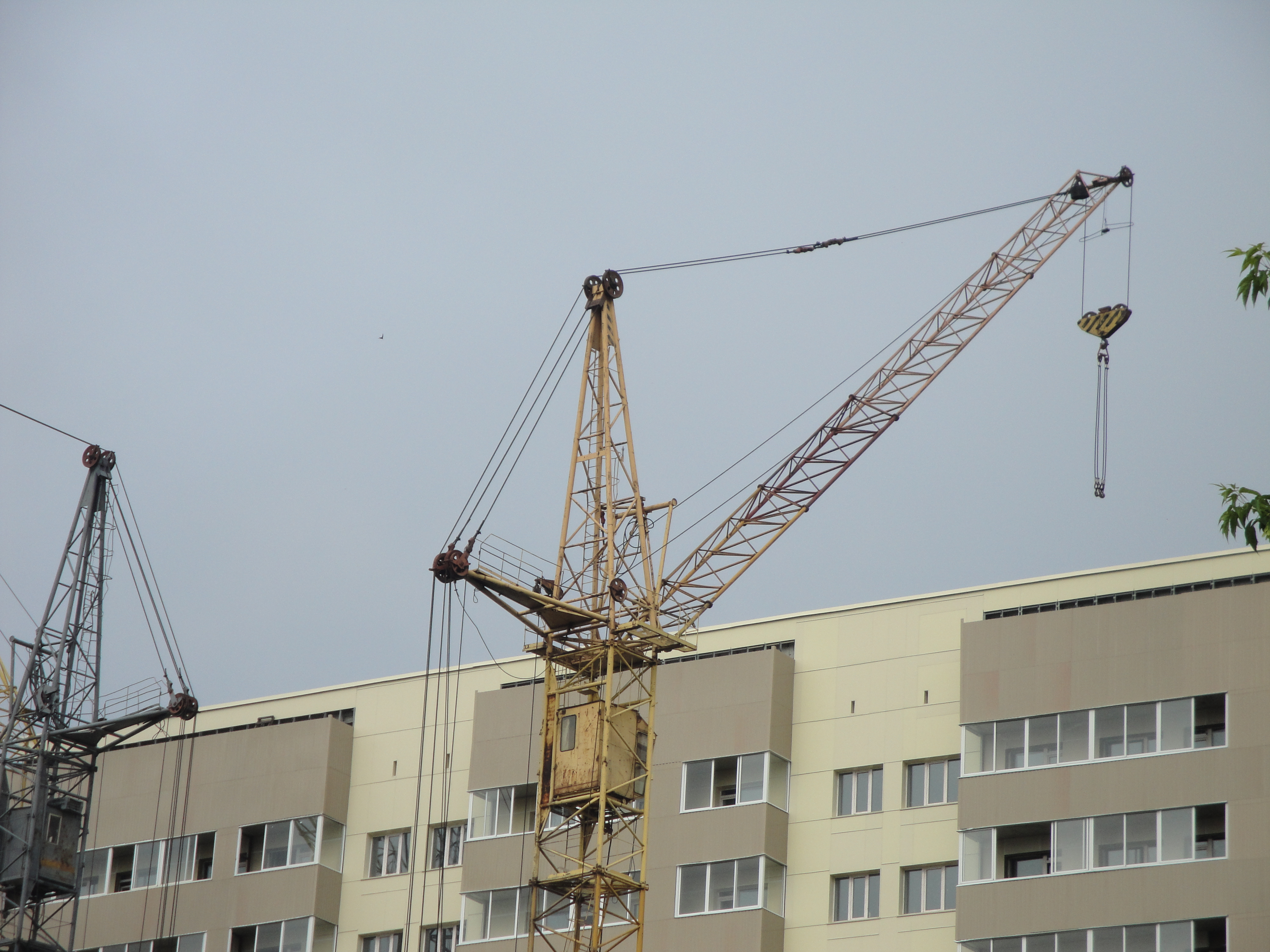
КБ-405.1А вблизи.